# Xuân Lộc
Xuân Lộc là một huyện nằm ở phía đông nam tỉnh Đồng Nai, Việt Nam.

## Địa lý
Huyện Xuân Lộc nằm ở phía đông của tỉnh Đồng Nai, huyện lỵ của huyện là thị trấn Gia Ray, nằm cách trung tâm Thành phố Hồ Chí Minh 96 km, cách thành phố Long Khánh khoảng 24 km, cách thành phố Biên Hoà khoảng 74 km, cách thành phố Phan Thiết khoảng 86 km. Huyện có vị trí địa lý:
- Phía đông giáp huyện Hàm Tân và huyện Tánh Linh thuộc tỉnh Bình Thuận
- Phía tây giáp thành phố Long Khánh và huyện Cẩm Mỹ
- Phía nam giáp huyện Xuyên Mộc, tỉnh Bà Rịa – Vũng Tàu
- Phía bắc giáp huyện Định Quán và huyện Đức Linh, tỉnh Bình Thuận.

Đây cũng là địa phương có dự án Đường cao tốc Phan Thiết – Dầu Giây đi qua.
Huyện nằm dọc trên Quốc lộ 1. Chiều dài quốc lộ đi qua huyện là 47 km.
- Địa danh Căn cứ Rừng Lá nằm trên huyện, khu vực trên huyện tưng ứng với Căn cứ 3, 4 của Căn cứ Rừng Lá.

## Hành chính
Huyện Xuân Lộc gồm 1 thị trấn Gia Ray và 14 xã: Bảo Hòa, Lang Minh, Suối Cao, Suối Cát, Xuân Bắc, Xuân Định, Xuân Hiệp, Xuân Hòa, Xuân Hưng, Xuân Phú, Xuân Tâm, Xuân Thành, Xuân Thọ, Xuân Trường.

## Lịch sử
Dưới thời Pháp thuộc, Xuân Lộc là một quận của tỉnh Biên Hòa, quận lỵ đặt tại làng Xuân Lộc.
Thời Việt Nam Cộng hòa, Xuân Lộc là một quận thuộc tỉnh Long Khánh. Khi đó, xã Xuân Lộc vừa là quận lỵ quận Xuân Lộc, vừa là tỉnh lỵ tỉnh Long Khánh.
Sau năm 1975, huyện Xuân Lộc thuộc tỉnh Đồng Nai, bao gồm thị trấn Xuân Lộc và 14 xã: Xuân Bảo, Xuân Bình, Xuân Định, Xuân Đường, Xuân Hiệp, Xuân Hòa, Xuân Hưng, Xuân Lập, Xuân Phú, Xuân Tâm, Xuân Tân, Xuân Thành, Xuân Thọ, Xuân Trường.
Ngày 8 tháng 12 năm 1982, chuyển xã Tân Lập của huyện Châu Thành sang huyện Xuân Lộc; thành lập thị trấn nông trường Sông Ray trên cơ sở sáp nhập xã Tân Lập và nông trường Sông Ray.
Ngày 17 tháng 1 năm 1984, chia xã Xuân Bình thành 2 xã: Xuân Bình và Xuân Vinh; chia xã Xuân Tân thành 2 xã: Xuân Tân và Xuân Mỹ.
Ngày 14 tháng 5 năm 1986, thành lập 2 xã Xuân Đông và Xuân Tây tại vùng kinh tế mới.
Ngày 12 tháng 2 năm 1987, thành lập xã Xuân Bắc trên cơ sở nông trường Thọ Vực và phân trường 1 Thọ Vực thuộc lâm trường Xuân Lộc.
Cuối năm 1990, huyện Xuân Lộc bao gồm 2 thị trấn: Xuân Lộc (huyện lỵ), nông trường Sông Ray và 19 xã: Xuân Bắc, Xuân Bảo, Xuân Bình, Xuân Định, Xuân Đông, Xuân Đường, Xuân Hiệp, Xuân Hòa, Xuân Hưng, Xuân Lập, Xuân Mỹ, Xuân Phú, Xuân Tâm, Xuân Tân, Xuân Tây, Xuân Thành, Xuân Thọ, Xuân Trường, Xuân Vinh.
Ngày 10 tháng 4 năm 1991, tách thị trấn Xuân Lộc và 6 xã: Xuân Bình, Xuân Đường, Xuân Lập, Xuân Mỹ, Xuân Tân, Xuân Vinh để thành lập huyện Long Khánh. Huyện Xuân Lộc còn lại thị trấn Nông trường Sông Ray và 13 xã: Xuân Bắc, Xuân Bảo, Xuân Định, Xuân Đông, Xuân Hiệp, Xuân Hòa, Xuân Hưng, Xuân Phú, Xuân Tâm, Xuân Tây, Xuân Thành, Xuân Thọ, Xuân Trường.
Ngày 15 tháng 9 năm 1992, giải thể thị trấn nông trường Sông Ray để thành lập xã Sông Ray.
Ngày 29 tháng 8 năm 1994, Chính phủ ban hành Nghị định 109-CP, theo đó:
- Thành lập thị trấn Gia Ray (thị trấn huyện lỵ của huyện Xuân Lộc) trên cơ sở điều chỉnh một phần diện tích tự nhiên và dân số của các xã Xuân Trường và Xuân Tâm
- Chia xã Xuân Bảo thành 2 xã: Xuân Bảo và Bảo Bình
- Chia xã Xuân Định thành 2 xã: Xuân Định và Bảo Hòa
- Chia xã Sông Ray thành 2 xã: Sông Ray và Lâm San
- Chia xã Xuân Trường thành 2 xã: Xuân Trường và Suối Cao
- Chia xã Xuân Hiệp thành 3 xã: Xuân Hiệp, Suối Cát và Lang Minh.

Đến cuối năm 2002, huyện Xuân Lộc bao gồm thị trấn Gia Ray và 20 xã: Bảo Bình, Bảo Hòa, Lâm San, Lang Minh, Sông Ray, Suối Cao, Suối Cát, Xuân Bắc, Xuân Bảo, Xuân Định, Xuân Đông, Xuân Hiệp, Xuân Hòa, Xuân Hưng, Xuân Phú, Xuân Tâm, Xuân Tây, Xuân Thành, Xuân Thọ, Xuân Trường.
Ngày 21 tháng 8 năm 2003, tách 6 xã: Xuân Bảo, Bảo Bình, Xuân Đông, Xuân Tây, Sông Ray và Lâm San để hợp với 7 xã thuộc huyện Long Khánh vừa giải thể để thành lập huyện Cẩm Mỹ.
Huyện Xuân Lộc còn lại 1 thị trấn và 14 xã như hiện nay.

## Kinh tế - xã hội

### Nông nghiệp
Diện tích đất nông nghiệp là 49.556ha chiếm 68,18% đất tự nhiên của huyện, nông nghiệp vẫn là ngành chủ yếu, diện tích sản xuất nông nghiệp không ngừng tăng lên nhờ chú trọng mở rộng diện tích, khai hoang, phục hóa.
Ưu thế về đặc thù tự nhiên là nhân tố quan trọng trong định hướng phát triển các loại cây lâu năm, cây ngắn ngày và cây lương thực như: cao su, cà phê, tiêu; cây ăn quả, điều, chôm chôm, sầu riêng, ngô, mía, bông, các loại đỗ và lúa nước.
Tài nguyên khoáng sản có mỏ đá Granít núi Le làm đá ốp-lát trữ lượng 12 triệu khối và đá mác-ma nằm rải trên các ngọn đồi có thể khai thác làm vật liệu xây dựng.

### Công nghiệp
Đã quy hoạch khu công nghiệp Xuân Lộc nằm trên trục Quốc lộ 1, là địa bàn khuyến khích thu hút đầu tư.

### Du lịch
Trên địa bàn huyện có một số địa điểm du lịch, gồm: Khu du lịch núi Chứa Chan, núi Le, thác Trời,...

### Văn hóa
Địa danh Xuân Lộc nổi tiếng là chiến trường ác liệt trong trận Xuân Lộc vào tháng 4 năm 1975.
Xuân Lộc cũng nổi tiếng với các vườn cây ăn trái như chôm chôm, sầu riêng và các gia súc như lợn, gà, bò. Xuân Lộc có các địa danh như núi Gia Lào (được phong làm "Đệ nhị thiên sơn" của vùng Nam Bộ), hồ Suối Vọng,...